# Liste der denkmalgeschützten Objekte in Feldkirchen in Kärnten
Die Liste der denkmalgeschützten Objekte in Feldkirchen in Kärnten enthält die 62 denkmalgeschützten, unbeweglichen Objekte der Gemeinde Feldkirchen in Kärnten.

## Denkmäler
| Foto |                 | Denkmal                                                                                       | Standort                                               | Beschreibung | Metadaten |
| ---- | --------------- | --------------------------------------------------------------------------------------------- | ------------------------------------------------------ | --- | --- |
| ja   | Datei hochladen | Ehem. Hochgericht HERIS-ID: 80341 Objekt-ID: 94071                                            | Glan Standort KG: Fasching                             | | BDA-Hist.: Q38173419 Status: § 2a Stand der BDA-Liste: 2025-06-30 Name: Ehem. Hochgericht GstNr.: 297/3 |
| ja   | Datei hochladen | Kath. Filialkirche hl. Lambert und Friedhof HERIS-ID: 80300 Objekt-ID: 94029                  | Hart ob Glanegg Standort KG: Fasching                  | Innerhalb des Friedhofes. Urkundlich erwähnt 1136. Romanisches Kirchlein mit konchenförmiger Apsis, Dachreiter und breiter westlicher Vorlaube. Mit Ausnahme des Dachreiters steinplattlgedeckt. Südlich zwei moderne Fenster, am Chor schartenförmiges Ostfenster mit Steinrahmen beziehungsweise ein gotisches Spitzbogenfenster. Fratzenhafter Kopf an der Wand über der Apsis. In der Vorlaube Opfertisch; gemaltes Epitaph für Christine Schattner († 1610); Steinkessel. Spitzbogiges abgefastes Portal; Tür mit schmiedeeisernen Beschlägen. Außen links vom Westportal Malereifragment eines Schmerzensmannes mit Leidenswerkzeugen, um 1430. | BDA-Hist.: Q18022127 Status: § 2a Stand der BDA-Liste: 2025-06-30 Name: Kath. Filialkirche hl. Lambert und Friedhof GstNr.: .58 Filialkirche hl. Lambert, Hart (Feldkirchen in Kärnten)                         |
| ja   | Datei hochladen | Wohnhaus, ehem. Gerichtshaus/Kallitscher/David HERIS-ID: 80625 Objekt-ID: 94368seit 2014      | gegenüber Kallitsch 2 Standort KG: Fasching            | | BDA-Hist.: Q38174240 Status: Bescheid Stand der BDA-Liste: 2025-06-30 Name: Wohnhaus, ehem. Gerichtshaus/Kallitscher/David GstNr.: 716 Ehemaliges Gerichtshaus, Kallitsch                                       |
| ja   | Datei hochladen | Kath. Filialkirche hl. Martin und Friedhof HERIS-ID: 57674 Objekt-ID: 67929                   | bei Unterer Kirchenweg 1 Standort KG: Fasching         | Urkundlich 1136 erwähnt, von 1519 bis 1750 Pfarre. Von einer Friedhofsmauer umgebener gotischer Bau, im Kern romanisch. Restauriert 1976. Chor mit Strebepfeilern. Südlich mächtiger Turm mit barocker Architekturpolychromie, rundbogigen Schallfenstern, Pyramidenspitze, im Untergeschoß Beinhaus. Vordach mit Stuckfeldern an der Decke, auf quadratischen Stützen. West-Portal mit dünner Verstäbung in der Oberzone (ähnlich wie Maria Feicht). Wandmalerei heiliger Christophorus Anfang 16. Jahrhundert, südseitig (1995 untere Hälfte zur Gänze verwittert). | BDA-Hist.: Q33103979 Status: § 2a Stand der BDA-Liste: 2025-06-30 Name: Kath. Filialkirche hl. Martin und Friedhof GstNr.: .73 Filialkirche hl. Martin, Sankt Martin (Feldkirchen in Kärnten)                   |
| ja   | Datei hochladen | Bambergische Stadtburg/Stadtmuseum HERIS-ID: 35453 Objekt-ID: 34214                           | Amthofgasse 5 Standort KG: Feldkirchen                 | Ursprünglich stand an der Stelle des heutigen Amthofes im 12. und 13. Jahrhundert der Verwaltungssitz bambergischer Ministerialen, zu Beginn des 15. Jahrhunderts nur noch ein Wohnturm. Der vierflügelige, schlossartige Bau entstand in seiner heutigen Form erst um 1900; der einstige massive zweigeschoßige Wohnturm ist im Nordtrakt erhalten. Gesamtrestaurierung 1991 bis 1993. Heute Landesmusikschule und Kulturzentrum sowie Stadtmuseum. | BDA-Hist.: Q805935 Status: Bescheid Stand der BDA-Liste: 2025-06-30 Name: Bambergische Stadtburg/Stadtmuseum GstNr.: 116/1 Amthof, Feldkirchen                                                                  |
| ja   | Datei hochladen | Straßenbrücke Tiebel(bach)brücke HERIS-ID: 80369 Objekt-ID: 94102                             | Bahnhofstraße Standort KG: Feldkirchen                 | Die Steinbogenbrücke führt über die Tiebel. | BDA-Hist.: Q38173557 Status: § 2a Stand der BDA-Liste: 2025-06-30 Name: Straßenbrücke Tiebel(bach)brücke GstNr.: 355/9                                                                                          |
| ja   | Datei hochladen | Aufnahmsgebäude Feldkirchen und Gütermagazin HERIS-ID: 53608 Objekt-ID: 61608                 | Bahnhofstraße 46, 47 Standort KG: Feldkirchen          | Aufnahmsgebäude: errichtet 1869; Zehnachsiger Regeltyp, stockhoher Quertrakt mit aufgesetztem, holzverschaltem Dachgeschoß als Mittelteil, beidseitig anschließend ebenerdige Seitenflügel mit Holzverschalung im Gesimsbereich, Putzfassade mit Quaderungen über den Fenstern im Erdgeschoß und an den Gebäudekanten, Satteldächer. Bahnsteigdach mit Gusseisensäulen und Endpavillons fast vollständig erhalten. Gütermagazin: errichtet 1869. Holzriegelbauweise, anschließende Güterkasse gemauert. | BDA-Hist.: Q38057814 Status: Bescheid Stand der BDA-Liste: 2025-06-30 Name: Aufnahmsgebäude Feldkirchen und Gütermagazin GstNr.: .220/1, .201/1 Aufnahmsgebäude und Gütermagazin Bahnhof Feldkirchen in Kärnten |
| ja   | Datei hochladen | Stadtpfarrkirche Mariae Himmelfahrt (Maria im Dorn) HERIS-ID: 35473 Objekt-ID: 34235          | Feldkirchen Standort KG: Feldkirchen                   | Die Kirche ist eine dreischiffige romanische Pfeilerbasilika mit Chorturm und gotischem Langchor mit Strebepfeilern und Wehrobergeschoß. 1986 erfolgte durch Gernot Kulterer ein hallenförmiger Zubau. | BDA-Hist.: Q2082615 Status: § 2a Stand der BDA-Liste: 2025-06-30 Name: Stadtpfarrkirche Mariae Himmelfahrt (Maria Dorn) GstNr.: .103/1 Pfarrkirche Maria im Dorn                                                |
| ja   | Datei hochladen | Friedhof und Bildstock HERIS-ID: 80220 Objekt-ID: 93937                                       | Feldkirchen Standort KG: Feldkirchen                   | Die Halbfigur Maria Dorn an einem Denkmal mit Spitzdach ist mit 1884 bezeichnet. | BDA-Hist.: Q63986334 Status: § 2a Stand der BDA-Liste: 2025-06-30 Name: Friedhof und Bildstock GstNr.: 3 Friedhof Feldkirchen in Kärnten                                                                        |
| ja   | Datei hochladen | Karner HERIS-ID: 57670 Objekt-ID: 67923                                                       | Feldkirchen Standort KG: Feldkirchen                   | Der Karner ist ein romanischer Rundbau, um 1200, mit steinplattlgedecktem Kegeldach. | BDA-Hist.: Q63986333 Status: § 2a Stand der BDA-Liste: 2025-06-30 Name: Karner GstNr.: .103/3 Karner, Feldkirchen                                                                                               |
| ja   | Datei hochladen | Wehrturm auf dem Friedhof der Stadtpfarrkirche HERIS-ID: 35474 Objekt-ID: 34236               | Feldkirchen Standort KG: Feldkirchen                   | Einer der Ende des 15. Jahrhunderts um die Kirche errichteten Wehrtürme ist erhalten und beinhaltet heute Urnennischen. | BDA-Hist.: Q63986332 Status: § 2a Stand der BDA-Liste: 2025-06-30 Name: Wehrturm auf dem Friedhof der Stadtpfarrkirche GstNr.: .103/2 Pfarrkirche Maria im Dorn, defense tower                                  |
| ja   | Datei hochladen | Schloss Greifenthurn HERIS-ID: 35455 Objekt-ID: 34216                                         | Gurktaler Straße 37 Standort KG: Feldkirchen           | Der einfache kubische Bau mit Krüppelwalmdach wurde in der ersten Hälfte des 16. Jahrhunderts erbaut und an der Südostseite und an der Ostecke um Anbauten erweitert. Im Erdgeschoß ist eine Halle mit spätgotischem Kreuzgratgewölbe. | BDA-Hist.: Q2241275 Status: Bescheid Stand der BDA-Liste: 2025-06-30 Name: Schloss Greifenthurn GstNr.: .177/1 Schloss Greifenthurn                                                                             |
| ja   | Datei hochladen | Mariensäule HERIS-ID: 80380 Objekt-ID: 94113                                                  | Hauptplatz Standort KG: Feldkirchen                    | Die Mariensäule aus der ersten Hälfte des 18. Jahrhunderts mit Chronogramm wird von einer Dreifaltigkeitsgruppe bekrönt. | BDA-Hist.: Q38173598 Status: § 2a Stand der BDA-Liste: 2025-06-30 Name: Mariensäule GstNr.: 407 Mariensäule (Feldkirchen in Kärnten)                                                                            |
| ja   | Datei hochladen | Nymphenbrunnen HERIS-ID: 80386 Objekt-ID: 94119                                               | Hauptplatz Standort KG: Feldkirchen                    | Der Nymphenbrunnen stammt aus dem Jahre 1898. Am 31. August 2014 wurde der Brunnen durch Randalierer schwer beschädigt. | BDA-Hist.: Q38173625 Status: § 2a Stand der BDA-Liste: 2025-06-30 Name: Nymphenbrunnen GstNr.: 407 Nymphenbrunnen (Feldkirchen in Kärnten)                                                                      |
| ja   | Datei hochladen | Bürgerhaus, Polsterhaus, Handlungshaus HERIS-ID: 35456 Objekt-ID: 34217                       | Hauptplatz 2 Standort KG: Feldkirchen                  | Das im Kern aus dem 16. Jahrhundert stammende Haus wurde im späten 19. Jahrhundert mit einer neuen Fassade versehen. Das Madonnenmedaillon im Akanthusstuckfeld über dem Kielbogenportal entstand um 1700. | BDA-Hist.: Q37964386 Status: Bescheid Stand der BDA-Liste: 2025-06-30 Name: Bürgerhaus, Polsterhaus, Handlungshaus GstNr.: .35/1 Hauptplatz 2, Feldkirchen                                                      |
| ja   | Datei hochladen | Apothekerbehausung, Salvator-Apotheke HERIS-ID: 35457 Objekt-ID: 34218                        | Hauptplatz 3 Standort KG: Feldkirchen                  | Die Salvator-Apotheke ist ein Biedermeierhaus mit gotischen Kern. Das Haus mit Mittelrisalit und Schmuckreliefs im Dreiecksgiebel und in den Brüstungen ist am Gitter des Türbogens mit 1832 bezeichnet. | BDA-Hist.: Q37964402 Status: Bescheid Stand der BDA-Liste: 2025-06-30 Name: Apothekerbehausung, Salvator-Apotheke GstNr.: .34 Salvator-Apotheke, Feldkirchen                                                    |
| ja   | Datei hochladen | Rathaus HERIS-ID: 53613 Objekt-ID: 61613                                                      | Hauptplatz 5 Standort KG: Feldkirchen                  | Das Rathaus wurde 1998 umgebaut. | BDA-Hist.: Q38057847 Status: § 2a Stand der BDA-Liste: 2025-06-30 Name: Rathaus GstNr.: .10/1 Rathaus Feldkirchen                                                                                               |
| ja   | Datei hochladen | Wohnhaus, Bürgerhaus, Platzbrauerbehausung HERIS-ID: 35458 Objekt-ID: 34219                   | Hauptplatz 8 Standort KG: Feldkirchen                  | Im 16./17. Jahrhundert errichteter, in der zweiten Hälfte des 19. Jahrhunderts tiefgreifend veränderter Bau, im 19. Jahrhundert Brauereigasthof „Platzbrauer“. Platzseitig dreigeschoßiges Vordergebäude mit schmalem, einachsigem Anbau entlang der Stiegengasse. Fassaden weisen Rosettendekor, breite Gesimsbänder und Erdgeschoßnutungen, für die spätere Biedermeierzeit typische Gliederungselemente, auf. Bemerkenswerter Stuckdekor in den Parapetfeldern der drei platzseitigen Obergeschoßfenster mit figuralen Darstellungen mit Bezug auf die Funktion als Gasthof. Im Hof schlichte Eisen-Holz-Balkone des 19. Jahrhunderts. 1998 erfolgte die Restaurierung. | BDA-Hist.: Q37964416 Status: Bescheid Stand der BDA-Liste: 2025-06-30 Name: Wohnhaus, Bürgerhaus, Platzbrauerbehausung GstNr.: .5 Brauereigasthof Platzbrauer, Hauptplatz 8, Feldkirchen                        |
| ja   | Datei hochladen | Wohnhaus, altes Rathaus HERIS-ID: 35459 Objekt-ID: 34221                                      | Hauptplatz 9 Standort KG: Feldkirchen                  | Das Alte Rathaus ist ein aus dem 16. Jahrhundert stammender, Mitte des 19. Jahrhunderts veränderter, dreigeschoßiger, dreiachsiger Bau. Die Biedermeierfassade weist ein breites Rechteckportal aus Marmor mit genutetem Gewände und originalen Türblättern auf. Im Keller, in der Labn und im ersten Obergeschoß haben sich Tonnengewölbe mit Stichkappen aus dem 16. und 17. Jahrhundert erhalten. | BDA-Hist.: Q37964446 Status: Bescheid Stand der BDA-Liste: 2025-06-30 Name: Wohnhaus, altes Rathaus GstNr.: .4 Hauptplatz 9, Feldkirchen                                                                        |
| ja   | Datei hochladen | Wohnhaus, ehem. Gasthof Zum Hirschenwirt HERIS-ID: 35460 Objekt-ID: 34222                     | Hauptplatz 10 Standort KG: Feldkirchen                 | Der ehemalige Gasthof „Zum Hirschenwirt“ ist ein aus dem 16. Jahrhundert stammendes, 1842/43 umgebautes repräsentatives Stadthaus. Der dreigeschoßige, fünfachsige Bau besitzt eine aufwendig gestaltete spätklassizistisch-biedermeierliche Platzfassade. Im Erdgeschoß und im ersten Obergeschoß haben sich Labn des 16. Jahrhunderts mit Stichkappen bzw. Kreuzgewölben erhalten. Im Westteil des ersten Obergeschoßes befindet sich die ehemalige Hauskapelle mit Resten von Wandmalereien. | BDA-Hist.: Q37964463 Status: Bescheid Stand der BDA-Liste: 2025-06-30 Name: Wohnhaus, ehem. Gasthof Zum Hirschenwirt GstNr.: .1/1 Walluschnig-Haus, Feldkirchen                                                 |
| ja   | Datei hochladen | Kath. Filialkirche hl. Michael HERIS-ID: 57671 Objekt-ID: 67924                               | bei Heftgasse 1 Standort KG: Feldkirchen               | Die kleine Kirche mit eingezogenem Chor, Strebepfeilern und Nordturm ist ein gotischer Bau des 14. Jahrhunderts. Die neobarocken Altäre haben Altarblätter aus dem 18. Jahrhundert. | BDA-Hist.: Q1413185 Status: § 2a Stand der BDA-Liste: 2025-06-30 Name: Kath. Filialkirche hl. Michael GstNr.: .14 Filialkirche hl. Michael, Feldkirchen                                                         |
| ja   | Datei hochladen | Antoniusheim, Feldkirchnerhof (ehem. Gasthof und Hotel) HERIS-ID: 53612 Objekt-ID: 61612      | Himmelberger Straße 5 Standort KG: Feldkirchen         | Kindergarten „Antonius Heim“, ehemaliges Hotel Kaiser 1908 nach Entwürfen von Julius Kubik. Romantisierender Bau mit Elementen des Jugendstils und Neobarocks. | BDA-Hist.: Q38057834 Status: § 2a Stand der BDA-Liste: 2025-06-30 Name: Antoniusheim, Feldkirchnerhof (ehem. Gasthof und Hotel) GstNr.: 46/3 Antoniusheim, Feldkirchenerhof                                     |
| ja   | Datei hochladen | Novakbehausung, Baur-Hansl-Haus HERIS-ID: 35462 Objekt-ID: 34224                              | Kirchgasse 8 Standort KG: Feldkirchen                  | Spätklassizistischer Bau, Schmiedeeisengitter der Einfahrt bezeichnet 1848, Fassade durch kannelierte Riesenpilaster gegliedert, ionische Kapitelle, vergoldet, im Durchhaus bemalte Plazln über kannelierten Pfeilern. 1995 Fassade in Farbgebung des 19. Jahrhunderts wiederhergestellt. | BDA-Hist.: Q37964477 Status: Bescheid Stand der BDA-Liste: 2025-06-30 Name: Novakbehausung, Baur-Hansl-Haus GstNr.: 31/1 Baur-Hansl-Haus, Feldkirchen                                                           |
| ja   | Datei hochladen | Pfarrhof HERIS-ID: 53609 Objekt-ID: 61609                                                     | Kirchgasse 37 Standort KG: Feldkirchen                 | Alter Pfarrhof. Mächtiger Baublock im Kern 16. Jahrhundert mit zum Teil geböschter Mauer, im Keller bezeichnet 1528. 1987 Adaptierung für Kirchenbeitragsstelle. | BDA-Hist.: Q38057824 Status: § 2a Stand der BDA-Liste: 2025-06-30 Name: Pfarrhof GstNr.: 19/1 Pfarrhof Feldkirchen                                                                                              |
| ja   | Datei hochladen | Bildstock HERIS-ID: 80229 Objekt-ID: 93947                                                    | bei Kirchgasse 36, 37 Standort KG: Feldkirchen         | Gotischer Bildstock südlich des alten Pfarrhofs, 15. Jahrhundert, die Gemälde zerstört, gassenseitig jedoch restauriert, Madonna mit Kind, gotisches Weihwasserbecken. | BDA-Hist.: Q38172989 Status: § 2a Stand der BDA-Liste: 2025-06-30 Name: Bildstock GstNr.: 19/1 Feldkirchen, Bildstock Kirchgasse                                                                                |
| ja   | Datei hochladen | Gasthof zur Krone (Kronwirt) HERIS-ID: 35469 Objekt-ID: 34231                                 | Ossiacherstraße 2 Standort KG: Feldkirchen             | Im Kern barocker Bau, Hausportal bezeichnet 1657. | BDA-Hist.: Q37964512 Status: Bescheid Stand der BDA-Liste: 2025-06-30 Name: Gasthof zur Krone (Kronwirt) GstNr.: .32/1                                                                                          |
| ja   | Datei hochladen | Schüsselbrunn HERIS-ID: 80387 Objekt-ID: 94121                                                | Rauterplatz Standort KG: Feldkirchen                   | Der Schalenbrunnen aus dem 17. Jahrhundert trägt in der Mitte einen Quader mit Pinienzapfen. | BDA-Hist.: Q38173634 Status: § 2a Stand der BDA-Liste: 2025-06-30 Name: Schüsselbrunn GstNr.: 407 Schüsselbrunnen, Feldkirchen                                                                                  |
| ja   | Datei hochladen | Bürgerhaus, Hotel Germann HERIS-ID: 35470 Objekt-ID: 34232                                    | Rauterplatz 1 Standort KG: Feldkirchen                 | Biedermeierliche Fassade mit ionischer Säulenordnung, Pilastergliederung, Portal bezeichnet 1842. | BDA-Hist.: Q37964526 Status: Bescheid Stand der BDA-Liste: 2025-06-30 Name: Bürgerhaus, Hotel Germann GstNr.: 36/1 Bürgerhaus Hotel Germann, Feldkirchen in Kärnten                                             |
| ja   | Datei hochladen | Marktbehausung HERIS-ID: 35471 Objekt-ID: 34233                                               | Rauterplatz 2 Standort KG: Feldkirchen                 | Biedermeierhaus, um rundbogiges Portal Halbsäulen mit Architrav. | BDA-Hist.: Q37964542 Status: Bescheid Stand der BDA-Liste: 2025-06-30 Name: Marktbehausung GstNr.: .40/2 Rauterplatz 2, Feldkirchen                                                                             |
| ja   | Datei hochladen | Wohnhaus, Lebzelterbehausung HERIS-ID: 80614 Objekt-ID: 94357seit 2013                        | Rauterplatz 3 Standort KG: Feldkirchen                 | Das Biedermeierhaus hat eine Fassade mit Dreieckgiebel. | BDA-Hist.: Q38174226 Status: Bescheid Stand der BDA-Liste: 2025-06-30 Name: Wohnhaus, Lebzelterbehausung GstNr.: .37 Lebzelterbehausung, Feldkirchen                                                            |
| ja   | Datei hochladen | Wohnhaus HERIS-ID: 35472 Objekt-ID: 34234                                                     | Schillerplatz 1 Standort KG: Feldkirchen               | | BDA-Hist.: Q37964555 Status: Bescheid Stand der BDA-Liste: 2025-06-30 Name: Wohnhaus GstNr.: .82 |
| ja   | Datei hochladen | Volksschule HERIS-ID: 80389 Objekt-ID: 94124                                                  | Schulhausgasse 1, 3 Standort KG: Feldkirchen           | 1902 von Baumeister Anton Missoni errichtet, 1995 Außenrestaurierung, Farbgebung aus der Erbauerzeit wiederhergestellt. | BDA-Hist.: Q38173645 Status: § 2a Stand der BDA-Liste: 2025-06-30 Name: Volksschule GstNr.: 449 Volksschule (Feldkirchen, Carinthia)                                                                            |
| ja   | Datei hochladen | Aufbahrungshalle HERIS-ID: 80390 Objekt-ID: 94125                                             | Schulhausgasse 4 Standort KG: Feldkirchen              | Die 1970 nach Plänen der Architekten Gerhard und Ingrid Pieber errichtete Aufbahrungshalle steht westlich außerhalb des Friedhofs. Dabei handelt es sich um einen eingeschoßigen rechteckigen Betonbau, dessen Dach von einer Eisenstütze getragen wird. Die Ostwand besteht aus buntem Glas mit Blumenmotiven. Die Fenster gestaltete Giselbert Hoke. | BDA-Hist.: Q38173656 Status: § 2a Stand der BDA-Liste: 2025-06-30 Name: Aufbahrungshalle GstNr.: 279/22 Aufbahrungshalle Feldkirchen                                                                            |
| ja   | Datei hochladen | Gasthof Seitner HERIS-ID: 57139 Objekt-ID: 66891                                              | Villacher Straße 11 Standort KG: Feldkirchen           | Der Ende des 18. Jahrhunderts errichtete Gasthof hat eine Fassade im Plattenstil mit Pilastergliederung. | BDA-Hist.: Q38074800 Status: Bescheid Stand der BDA-Liste: 2025-06-30 Name: Gasthof Seitner GstNr.: .24/1 Gasthof Seitner, Feldkirchen                                                                          |
| ja   | Datei hochladen | Marienkapelle HERIS-ID: 80367 Objekt-ID: 94100                                                | bei Zehenthofgasse 2 Standort KG: Feldkirchen          | Die Marienkapelle ist ein neoklassizistischer Bau aus der zweiten Hälfte des 19. Jahrhunderts. | BDA-Hist.: Q38173536 Status: § 2a Stand der BDA-Liste: 2025-06-30 Name: Marienkapelle GstNr.: 133 Marienkapelle, Feldkirchen                                                                                    |
| ja   | Datei hochladen | Wegkapelle, Sog. Milesikreuz HERIS-ID: 80609 Objekt-ID: 94352seit 2012                        | B 94 (Ossiacher Bundesstraße) Standort KG: Feldkirchen | Das Milesikreuz ist ein um 1900 errichteter quadratischer historistischer Kapellenbau mit Wand- und Deckenmalerei und einem Altar mit Herz-Jesu-Bild. | BDA-Hist.: Q38174216 Status: Bescheid Stand der BDA-Liste: 2025-06-30 Name: Wegkapelle, Sog. Milesikreuz GstNr.: 247                                                                                            |
| ja   | Datei hochladen | Nebengebäude des Pfarrhofes HERIS-ID: 80299 Objekt-ID: 94017                                  | Gallinblick 2 Standort KG: Glanhofen                   | Erbaut in der ersten Hälfte des 19. Jahrhunderts. Holzblockbau unter Schopfwalmdach mit gemauerten Erdgeschoß, straßenseitig verbrettertes und überdachtes Gangl. | BDA-Hist.: Q38173253 Status: § 2a Stand der BDA-Liste: 2025-06-30 Name: Nebengebäude des Pfarrhofes GstNr.: .33/1 Gallinblick 2, Glanhofen                                                                      |
| ja   | Datei hochladen | Kath. Pfarrkirche hl. Laurentius (St. Lorenzen) und Friedhof HERIS-ID: 53741 Objekt-ID: 61765 | Kirchplatz 5 Standort KG: Glanhofen                    | Das Langhaus der Kirche wurde nach einem Brand 1851 neu aufgebaut und um Vorhalle und Empore erweitert; der spätgotische Chor wurde um 1500 errichtet, der Turm ist ein romanischer ehemaliger Chorturm mit Wandmalereien des 14. Jahrhunderts. Die drei Knorpelwerkaltäre sind von Ende des 17. Jahrhunderts. | BDA-Hist.: Q2082643 Status: § 2a Stand der BDA-Liste: 2025-06-30 Name: Kath. Pfarrkirche hl. Laurentius (St. Lorenzen) und Friedhof GstNr.: .4 Pfarrkirche hl. Laurentius, Glanhofen, Feldkirchen               |
| ja   | Datei hochladen | Kath. Filialkirche hl. Leonhard und Friedhof HERIS-ID: 57675 Objekt-ID: 67930                 | Stocklitz 7, in der Nähe Standort KG: Glanhofen        | Die kleine Kirche mit westlichem Dachreiter und Vorlaube ist ein gotischer Bau des 14. Jahrhunderts. Der Rokokowandaltar im kreuzgratgewölbten Chor ist aus der Mitte des 18. Jahrhunderts. | BDA-Hist.: Q1311260 Status: § 2a Stand der BDA-Liste: 2025-06-30 Name: Kath. Filialkirche hl. Leonhard und Friedhof GstNr.: .50 Filialkirche hl. Leonhard, Stocklitz, Feldkirchen                               |
| ja   | Datei hochladen | Schloss Gradisch HERIS-ID: 35454 Objekt-ID: 34215                                             | Gradisch 1 Standort KG: Gradisch                       | Weithin sichtbarer dreigeschoßiger Renaissancebau, Mitte des 16. Jahrhunderts errichtet. Der mittelalterliche Vorgängerbau wahrscheinlich Paradeis genannt, das Geschlecht der Paradeiser seit 1192 nachweisbar. Ferdinand I. verlieh 1550 Georg von Neuhaus-Paradeiser den Burgfried für seinen neu erbauten Ansitz Gradisch. Seit 1729 im Besitz der Grafen Goess. | BDA-Hist.: Q15844455 Status: Bescheid Stand der BDA-Liste: 2025-06-30 Name: Schloss Gradisch GstNr.: .23/1, .23/2 Schloss Gradisch                                                                              |
| ja   | Datei hochladen | Kath. Pfarrkirche hl. Radegund und Friedhof HERIS-ID: 54487 Objekt-ID: 62775                  | Radweg Standort KG: Gradisch                           | Die Kirche hat ein romanisches Langhaus und Chorquadrat im Kern aus dem 12. Jahrhundert, der spätgotische Chor wurde um 1500 errichtet. 1897 wurde der Turm abgebrochen und neu gebaut und die Kirche nach Westen verlängert. | BDA-Hist.: Q2082904 Status: § 2a Stand der BDA-Liste: 2025-06-30 Name: Kath. Pfarrkirche hl. Radegund und Friedhof GstNr.: .1, 78 Pfarrkirche hl. Radegundis, Radweg (Feldkirchen in Kärnten)                   |
| ja   | Datei hochladen | Burgruine Prägrad HERIS-ID: 80463 Objekt-ID: 94204seit 2015                                   | südlich Prägrad 23a Standort KG: Höfling               | Die Ruine umfasst bis zu viergeschoßige Teile eines Festen Hauses aus dem 12. Jahrhundert, Reste eines Torbaus, eines Zwingers und eines Wirtschaftsgebäudes aus dem 14. Jahrhundert. | BDA-Hist.: Q1015459 Status: Bescheid Stand der BDA-Liste: 2025-06-30 Name: Burgruine Prägrad GstNr.: 486 Burgruine Prägrad                                                                                      |
| ja   | Datei hochladen | Pfarrhof mit Stadel HERIS-ID: 80309 Objekt-ID: 94038                                          | Golkstraße 2 Standort KG: Klein St. Veit               | Der Pfarrhof besteht aus einem zweigeschoßigen barocken Pfarrhaus und einem mächtigen Ziergitterstadl. | BDA-Hist.: Q38173315 Status: § 2a Stand der BDA-Liste: 2025-06-30 Name: Pfarrhof mit Stadel GstNr.: 971 Pfarrhof mit Stadel, Feldkirchen                                                                        |
| ja   | Datei hochladen | Kath. Filialkirche hll. Philippus und Jakobus und Friedhof HERIS-ID: 57672 Objekt-ID: 67925   | bei Hubertusweg 26 Standort KG: Klein St. Veit         | Die kleine gotische Kirche mit östlichem Dachreiter und eingezogenem Chor wurde um 1400 errichtet. Zur Einrichtung gehören ein Ädikulaaltar mit Weinranken aus dem dritten Viertel des 17. Jahrhunderts, ein mit 1713 bezeichneter kleiner Wandaltar und ein mit 1751 bezeichneter Rokokoaltar. | BDA-Hist.: Q1412767 Status: § 2a Stand der BDA-Liste: 2025-06-30 Name: Kath. Filialkirche hll. Philippus und Jakobus und Friedhof GstNr.: .28 Filialkirche hll. Philippus und Jakobus, Briefelsdorf             |
| ja   | Datei hochladen | Kath. Pfarrkirche hl. Veit (und hl. Martin) und Friedhof HERIS-ID: 80303 Objekt-ID: 94032     | Klein St. Veit Standort KG: Klein St. Veit             | Die steinplattlgedeckte Kirche mit eingezogenem Chor mit angestellten Strebepfeilern ist im Kern ein gotischer Bau des 14. Jahrhunderts. In der ersten Hälfte des 19. Jahrhunderts wurden das Langhaus nach Westen verlängert und der Turm erhöht. Die Altäre sind aus der ersten Hälfte des 18. Jahrhunderts; bemerkenswert ist eine gotische Florianifigur (um 1490/1500). | BDA-Hist.: Q2082747 Status: § 2a Stand der BDA-Liste: 2025-06-30 Name: Kath. Pfarrkirche hl. Veit (und hl. Martin) und Friedhof GstNr.: .80 Pfarrkirche hl. Veit, Klein St. Veit (Feldkirchen in Kärnten)       |
| ja   | Datei hochladen | Kath. Pfarrkirche hl. Nikolaus und Friedhof HERIS-ID: 80318 Objekt-ID: 94047                  | Standort KG: Pernegg                                   | Die Pfarrkirche liegt auf einem Hügel am nördlichen Dorfrand von St. Nikolai. Erstmalige urkundliche Erwähnung im Jahr 1353. Der kleine gotische Bau des 14. Jahrhunderts ist von einer Wehrmauer umgeben. 1959 wurde die Kirche nach Westen verlängert. Der hohe Dachreiter weist ein Pyramidendach auf, der Bau besitzt eine eingezogene halbrunde Apsis und einen nördlichen Sakristeianbau. Vordach, Eingang mit gedrücktem Bogen, daneben ist ein Opfertisch. | BDA-Hist.: Q38173355 Status: § 2a Stand der BDA-Liste: 2025-06-30 Name: Kath. Pfarrkirche hl. Nikolaus und Friedhof GstNr.: .1, 119 Pfarrkirche hl. Nikolaus, Sankt Nikolai (Feldkirchen in Kärnten)            |
| ja   | Datei hochladen | Kapelle zur schmerzhaften Muttergottes HERIS-ID: 80393 Objekt-ID: 94128                       | Kalvarienbergweg Standort KG: Rabensdorf               | Die im 19. Jahrhundert errichtete Kapelle mit Platzlgewölbe beinhaltet eine Pieta. | BDA-Hist.: Q38173685 Status: § 2a Stand der BDA-Liste: 2025-06-30 Name: Kapelle zur schmerzhaften Muttergottes GstNr.: .66 Kapelle zur schmerzhaften Mutter Gottes, Feldkirchen in Kärnten                      |
| ja   | Datei hochladen | Kalvarienberganlage HERIS-ID: 80629 Objekt-ID: 94372seit 2012                                 | bei Kalvarienbergweg 16 Standort KG: Rabensdorf        | Die mit 1747 bezeichnete Anlage besteht aus in eine Umfassungsmauer eingebauten Stationskapellen und einer Hauptkapelle mit Kreuzigungsgruppe und Malereien. | BDA-Hist.: Q38174252 Status: Bescheid Stand der BDA-Liste: 2025-06-30 Name: Kalvarienberganlage GstNr.: .24/2, 181 Calvary Feldkirchen in Kärnten                                                               |
| ja   | Datei hochladen | Richtstätte, ehem. Hochgericht HERIS-ID: 35478 Objekt-ID: 34240                               | Kumitzbichl Standort KG: Rabensdorf                    | Von der Richtstätte des ehemaligen Landgerichts Himmelberg ist ein Bruchsteinmauerring erhalten. | BDA-Hist.: Q37964589 Status: Bescheid Stand der BDA-Liste: 2025-06-30 Name: Richtstätte, ehem. Hochgericht GstNr.: 460                                                                                          |
| ja   | Datei hochladen | Kath. Filialkirche hll. Wolfgang und Magdalena HERIS-ID: 80316 Objekt-ID: 94045               | bei Rottendorf 1 Standort KG: Rabensdorf               | Ehemalige Wehrkirche vom Ende des 15. Jahrhunderts, allerdings nur im Langhaus und Sakristeiturm Befestigungseinrichtungen. Süd-Turm zu 5 Geschoßen im Winkel von Chor und Schiff; spitzbogige Schallöffnungen und Pyramidenspitzhelm, wie das steile Dach des Schiffes mit Eternit gedeckt. Der polygonal geschlossene Chor mit dreifach gestuften Strebepfeilern, zweiteilige Fenster mit originalem Maßwerk (Fischblasen). An der West-Fassade eine für Kärnten einmalige Wehreinrichtung, ein Gusserker, daneben Schlüsselscharten. Das segmentbogige Fenster ist modern ausgebaut. Gotisches Segmentbogenportal mit profilierter Umrahmung. | BDA-Hist.: Q1413026 Status: § 2a Stand der BDA-Liste: 2025-06-30 Name: Kath. Filialkirche hll. Wolfgang und Magdalena GstNr.: .2 Filialkirche hll. Wolfgang und Magdalena, Rottendorf (Feldkirchen in Kärnten)  |
| ja   | Datei hochladen | Bildstock Rosalienkapelle (Langer Kreuz) HERIS-ID: 80392 Objekt-ID: 94127                     | östlich Bergacker 77 Standort KG: St. Ulrich           | Die Rosalienkapelle ist eine 1648 errichtete barocke Anlage mit einem Rosaliengrab in Form einer Grotte. | BDA-Hist.: Q38173675 Status: § 2a Stand der BDA-Liste: 2025-06-30 Name: Bildstock Rosalienkapelle (Langer Kreuz) GstNr.: 555/2 Langer Kreuz                                                                     |
| ja   | Datei hochladen | Sog. Stapferturm HERIS-ID: 35466 Objekt-ID: 34228                                             | bei Lang 1 Standort KG: St. Ulrich                     | Nördlich des Schlosses am Hang steht ein Überrest der ehemaligen Befestigungsanlagen, der sogenannte „Stapferturm“, er wird urkundlich erstmals 1478 erwähnt. | BDA-Hist.: Q37964491 Status: Bescheid Stand der BDA-Liste: 2025-06-30 Name: Sog. Stapferturm GstNr.: 428/2 Stapferturm                                                                                          |
| ja   | Datei hochladen | Ansitz Lang/Langg mit Wohnhaus, Turm und Park HERIS-ID: 35467 Objekt-ID: 34229                | Lang 4 Standort KG: St. Ulrich                         | Das zweigeschoßige Hauptgebäude mit Fassadengestaltung aus dem 19. Jahrhundert (nach einem Brand 1810) mit Mittelrisalit mit offenen Loggien und doppelläufiger Stiege ist durch eine Mauer mit einem nordwestlichen Befestigungsturm mit Pyramidendach verbunden. Kellergewölbe stammen aus dem 16. Jahrhundert; im Obergeschoß sind drei Empire-Kachelöfen. | BDA-Hist.: Q1282088 Status: Bescheid Stand der BDA-Liste: 2025-06-30 Name: Ansitz Lang/Langg mit Wohnhaus, Turm und Park GstNr.: 427/2 Schloss Lang, Feldkirchen                                                |
| ja   | Datei hochladen | Kath. Pfarrkirche hl. Ulrich und Friedhof HERIS-ID: 54832 Objekt-ID: 63245                    | St. Ulrich Standort KG: St. Ulrich                     | Die steinplattlgedeckte Kirche hat einen dreigeschoßigen romanischen Chorturm und ein breiteres Langhaus mit südlich über einer Beinkammer angebauter gotischer Sakristei. In Chor und Turmerdgeschoß wurden Fresken freigelegt. | BDA-Hist.: Q2083198 Status: § 2a Stand der BDA-Liste: 2025-06-30 Name: Kath. Pfarrkirche hl. Ulrich und Friedhof GstNr.: 2/9 Pfarrkirche Sankt Ulrich, Feldkirchen                                              |
| ja   | Datei hochladen | Friedhofskapelle, ehem. Filialkirche hl. Katharina HERIS-ID: 80319 Objekt-ID: 94048           | bei Scheiberweg 2 Standort KG: St. Ulrich              | | BDA-Hist.: Q38173361 Status: § 2a Stand der BDA-Liste: 2025-06-30 Name: Friedhofskapelle, ehem. Filialkirche hl. Katharina GstNr.: 9                                                                            |
| ja   | Datei hochladen | Heldenkapelle HERIS-ID: 80391 Objekt-ID: 94126                                                | Laboisnerstraße Standort KG: Sittich                   | Das Kriegerdenkmal der ehemaligen Gemeinde Sittich ist ein Kapellenbau mit spitzbogigem Portal; im Inneren sind Marmortafeln mit den Namen der Gefallenen. | BDA-Hist.: Q38173666 Status: § 2a Stand der BDA-Liste: 2025-06-30 Name: Heldenkapelle GstNr.: .134 Heldenkapelle, Feldkirchen in Kärnten                                                                        |
| ja   | Datei hochladen | Kath. Filialkirche hll. Philipp und Jakob und Friedhof HERIS-ID: 57673 Objekt-ID: 67928       | bei Sittich 7 Standort KG: Sittich                     | Die gotische Kirche mit polygonalem Chor, nördlichem Sakristeiturm mit Scharten und barockem Zwiebelhelm hat ein barockes Christophorusfresko an der südlichen Außenwand. Die drei Altäre und die Kanzel stammen aus dem letzten Viertel des 17. Jahrhunderts; die Figuren (Madonna, hl. Jakobus) auf den Seitenaltären sind etwa von 1520. | BDA-Hist.: Q1413040 Status: § 2a Stand der BDA-Liste: 2025-06-30 Name: Kath. Filialkirche hll. Philipp und Jakob und Friedhof GstNr.: .54 Filialkirche hll. Philipp und Jakob, Sittich                          |
| ja   | Datei hochladen | Schloss Dietrichstein HERIS-ID: 36043 Objekt-ID: 34896                                        | Dietrichstein 1 Standort KG: Tschwarzen                | Das im Kern spätmittelalterliche zweigeschoßige Gebäude wurde um 1840 in spätklassizistischen Formen mit fünfachsiger Hauptfassade umgestaltet. | BDA-Hist.: Q944407 Status: Bescheid Stand der BDA-Liste: 2025-06-30 Name: Schloss Dietrichstein GstNr.: .80/1 Schloss Dietrichstein, Feldkirchen in Kärnten                                                     |
| ja   | Datei hochladen | Evang. Pfarrkirche hl. Dreifaltigkeit A.B. HERIS-ID: 80339 Objekt-ID: 94068                   | Martin-Luther-Straße 4 Standort KG: Waiern             | Die große historistische Kirche mit eingezogener Rundapsis und vorgestelltem Westturm mit Pyramidendach wurde in den 1850er-Jahren erbaut und hat eine Einrichtung aus der Bauzeit. | BDA-Hist.: Q1381107 Status: § 2a Stand der BDA-Liste: 2025-06-30 Name: Evang. Pfarrkirche A.B. GstNr.: .89/2 Evangelische Pfarrkirche Waiern                                                                    |
| ja   | Datei hochladen | Kath. Filialkirche zu den 14 Nothelfern HERIS-ID: 35872 Objekt-ID: 34715                      | neben Poitschach 5 Standort KG: Waiern                 | Die barocke Saalkirche mit eingezogenem Chor und Turm über der südlichen Sakristei wurde Anfang des 18. Jahrhunderts errichtet. Im kreuzgratgewölbten Langhaus ist eine hölzerne Empore. Die Ausstattung stammt großteils aus der Bauzeit der Kirche. | BDA-Hist.: Q1412991 Status: Bescheid Stand der BDA-Liste: 2025-06-30 Name: Kath. Filialkirche zu den 14 Nothelfern GstNr.: .5 Filialkirche Zu den 14 Nothelfern, Poitschach (Feldkirchen in Kärnten)            |
| ja   | Datei hochladen | Schloss Poitschach HERIS-ID: 35873 Objekt-ID: 34716                                           | Poitschach 1 Standort KG: Waiern                       | Das zweigeschoßige Schloss mit südlich angebautem Turm und ornamental reich gestaltetem Erker an der Ostfassade wurde 1715 erbaut. Mehrere Räume haben Stuckdecken, etwa von 1800. | BDA-Hist.: Q2242951 Status: Bescheid Stand der BDA-Liste: 2025-06-30 Name: Schloss Poitschach GstNr.: .1 Schloss Poitschach, Feldkirchen                                                                        |
| ja   | Datei hochladen | Kirchenruine hl. Stefan und ehem. Kirchhof HERIS-ID: 35477 Objekt-ID: 34239                   | neben St. Stefan 5 Standort KG: Waiern                 | Urkundlich erwähnt in den Jahren 1125 und 1141. Kleiner, romanischer, später geringfügig veränderter Kirchenbau, nur noch als Ruine erhalten, in von Mauer begrenztem Kirchhof. Letzte Messe 1894 gelesen. Längsrechteckiges Kirchenschiff und quadratisch eingezogener Chor mit geradem Schluss. Rundbogiger Triumphbogen mit Kämpfern. West-Portal mit Sturz, getragen von kannelierten Pfeilern. Von den Mauern die westliche Giebelwand, Nord-Wand des Schiffes und nördliche Chorwand erhalten. West-Wand teilweise mit Opus spicatum. Im Mauerwerk des westlichen Langhauses Relief mit Meergreif und Nereide, Giebelfragment einer Grabädikula mit Seekentauren, ein Quader mit vegetabilem Ornament (CSIR II/5, 546) sowie zwei kannelierte Pilaster (CSIR II/4, 1984, 364 und 370). | BDA-Hist.: Q14083864 Status: Bescheid Stand der BDA-Liste: 2025-06-30 Name: Kirchenruine hl. Stefan und ehem. Kirchhof GstNr.: .132, 777 Ruins of church St. Stefan, Feldkirchen                                |